# مسيك أزال (صنعاء)

تعديل مصدري - تعديل

حي مسيك أحد أحياء مديرية أزال في محافظة أمانة العاصمةاليمنية. بلغ عدد سكانه 17387 نسمة عام 2004.

## الحارات
| الحارة                | عدد المساكن | عدد الأسر | الذكور | الأناث | الإجمالي |
| --------------------- | ----------- | --------- | ------ | ------ | -------- |
| حارة الفلاح           | 90          | 91        | 334    | 318    | 652      |
| حارة الفوز            | 824         | 813       | 3039   | 2716   | 5755     |
| حارة ظهر حمير الشمالي | 433         | 428       | 1508   | 1133   | 2641     |
| حارة عمر بن الخطاب    | 1086        | 1074      | 3940   | 3623   | 7563     |
| حارة مسيك             | 110         | 106       | 410    | 366    | 776      |
| الإجمالي              | 2543        | 2512      | 9231   | 8156   | 17387    |